# El pago de Chile
El pago de Chile es una instalación artística montada originalmente en el Centro Cultural La Moneda en Santiago, Chile. Fue realizada por el poeta Nicanor Parra en 2006, en el contexto de su exposición Obras públicas.

## Descripción
La instalación original, también catalogada como «artefacto visual», consiste en una serie de reproducciones en cartón a escala humana que muestran colgados de una soga a los presidentes del país desde Bernardo O’Higgins hasta Ricardo Lagos. Todas las figuras están apoyados sobre una pared en el hall central del Centro Cultural La Moneda.
En 2014, la muestra retrospectiva Voy y Vuelvo montada en la Universidad Diego Portales incluyó a la presidenta Michelle Bachelet y Sebastián Piñera.

## Análisis
Respecto a su significado y con motivo de la muestra montada en 2014, la entonces presidenta Bachelet analizó:

En la frase El Pago de Chile se ha hecho como diciendo que en Chile no somos tan agradecidos, como diciendo que no reconocemos los esfuerzos y que tendemos a inmolarlos y no solo los presidentes. Siento que los presidentes juegan un rol y ha habido un régimen presidencialista por mucho tiempo y esto es natural”.

## Reacciones
Por mostrar a los presidentes colgados de una soga, la instalación causó revuelo público en su momento, llevando a una disputa entre la familia Parra y el Consejo Nacional de la Cultura y las Artes, predecesor del actual Ministerio de las Culturas. Internamente, el conflicto terminó con el despido de quien era en ese entonces directora del Centro Cultural La Moneda, Morgana Rodríguez.